# Odugathur
Odugathur es una ciudad y nagar Panchayat situada en el distrito de Vellore en el estado de Tamil Nadu (India). Su población es de 8998 habitantes (2011).

## Demografía
Según el censo de 2011 la población de Odugathur era de 8998 habitantes, de los cuales 4432 eran hombres y 4556 eran mujeres. Odugathur tiene una tasa media de alfabetización del 77,07%, inferior a la media estatal del 80,09%: la alfabetización masculina es del 85,76%, y la alfabetización femenina del 68,73%.